# Cratere Esk
Esk  è un cratere sulla superficie di Marte.